# Масерија Кузано (Авелино)
Масерија Кузано је насеље у Италији у округу Авелино, региону Кампанија.
Према процени из 2011. у насељу је живело 12 становника. Насеље се налази на надморској висини од 519 м.